# Ora (marca)
Ora es una marca china de turismos eléctricos de Great Wall Motors, presentada en 2018. Según Great Wall Motors, Ora significa "abierto, confiable y alternativo", al tiempo que rinde homenaje a Leonhard Euler, un matemático notable.

## History
Great Wall Motors anunció la creación de la nueva marca Ora, dedicada a una nueva línea de coches eléctricos, en mayo de 2018. En su momento, la marca se lanzó con dos modelos iniciales: el crossover iQ5 (más tarde iQ) y el coche urbano R1 (más tarde Black Cat). Sales of the iQ officially kicked off the brand in August 2018.
El tercer modelo Ora R2 (más tarde White Cat) se presentó por primera vez en junio de 2019, with production officially beginning in July 2020. Según se informa, el nombre de los vehículos de la serie 'cat' se basa en la famosa cita de Deng Xiaoping: "No importa si es un gato blanco o un gato negro; mientras pueda cazar ratones, es un buen gato".
La marca Ora entró en Europa, Tailandia, Malasia, Sudáfrica y Australia a finales de 2022 y en Brasil en 2023. Ora se presentó en el Salón Internacional del Automóvil de Indonesia 2023 y está previsto que se comercialice en Indonesia en 2024.

## Vehículos

### Actual
- Ora Good Cat  — hatchback compacto eléctrico
- Ora Ballet Cat — hatchback eléctrico de tamaño mediano[9]
- Ora Lightning Cat — fastback deportivo eléctrico
- Ora Cherry Cat— todoterreno eléctrico

### Descontinuado
- Ora iQ (2018-2020)[10]
- Ora R1/Black Cat (2019–2022)
- Ora R2/White Cat (2020–2022)

### Concepto
- Ora R2 Concept
- Ora Futurist
- Ora Punk Cat
- Ora Lightning Cat
- Ora Big Cat

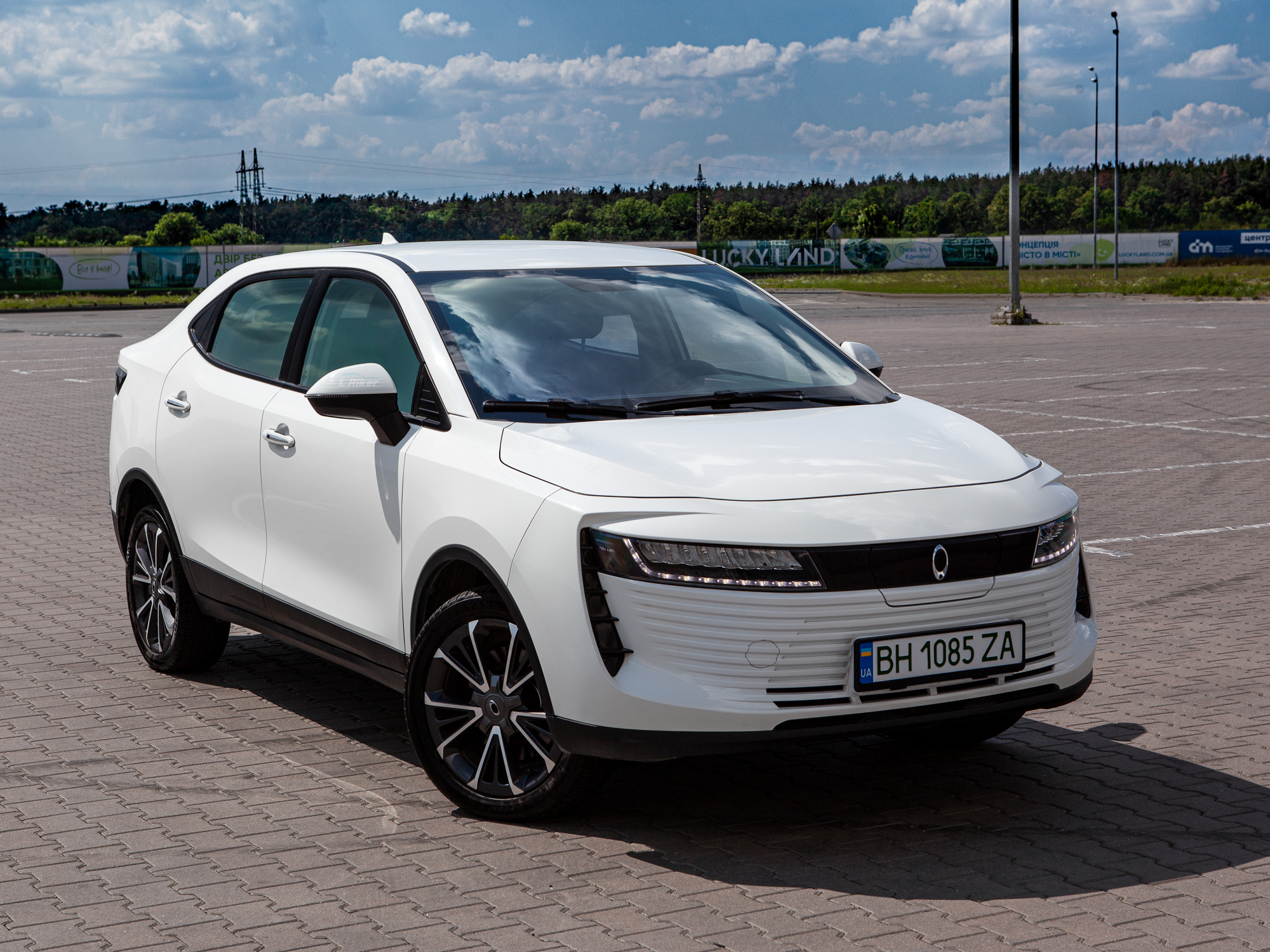
Ora iQ
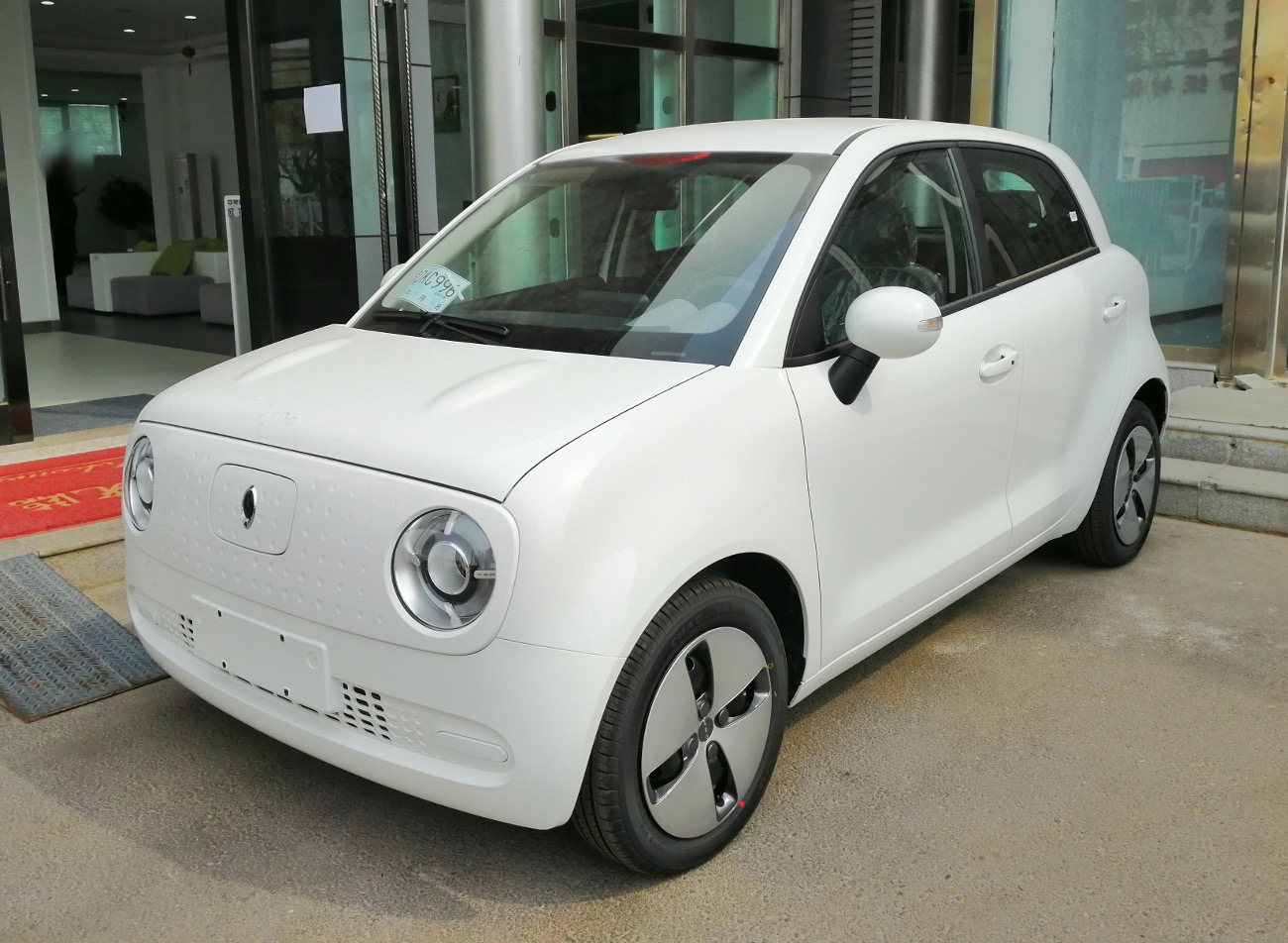
Ora Black Cat
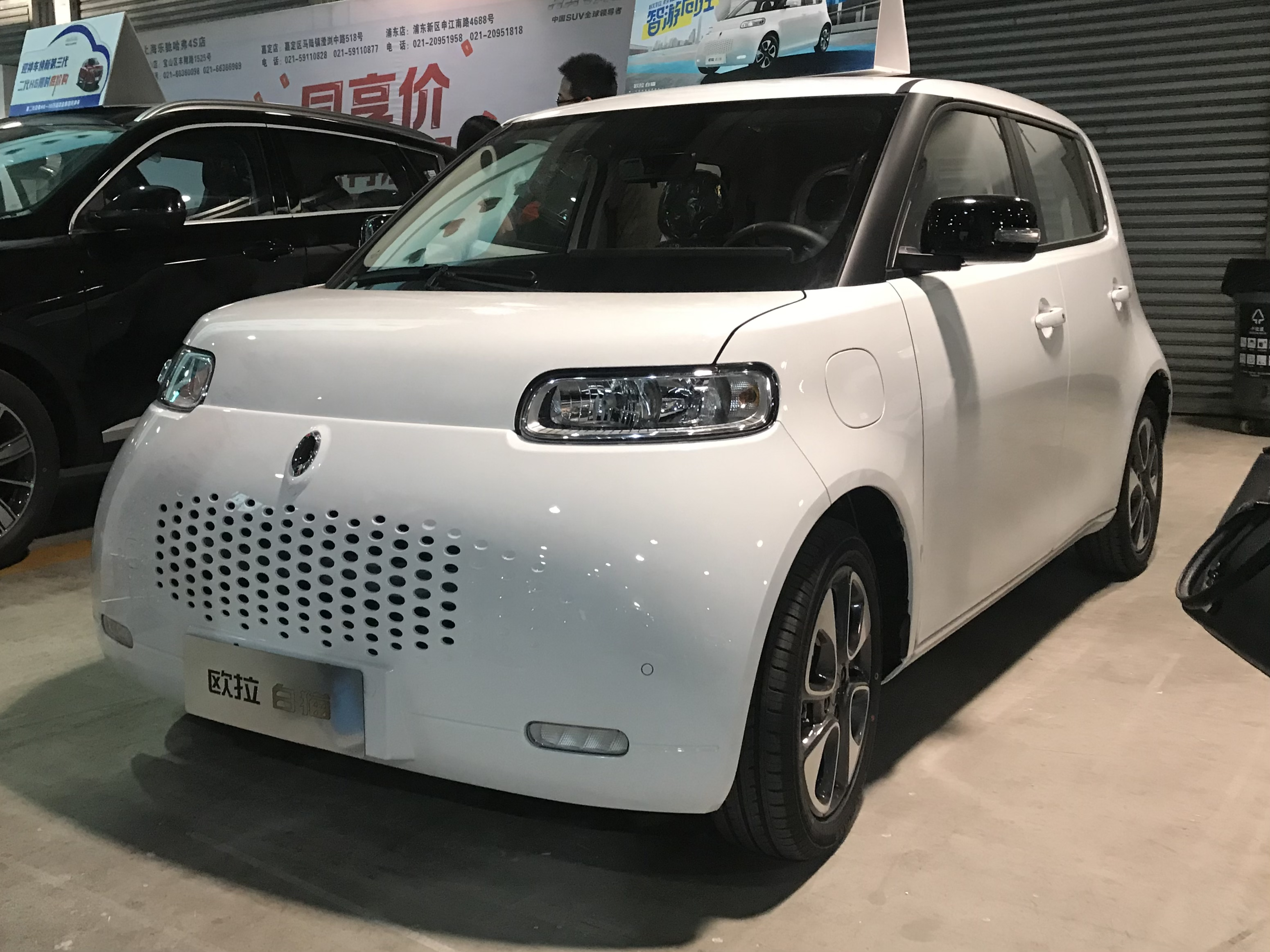
Ora White Cat
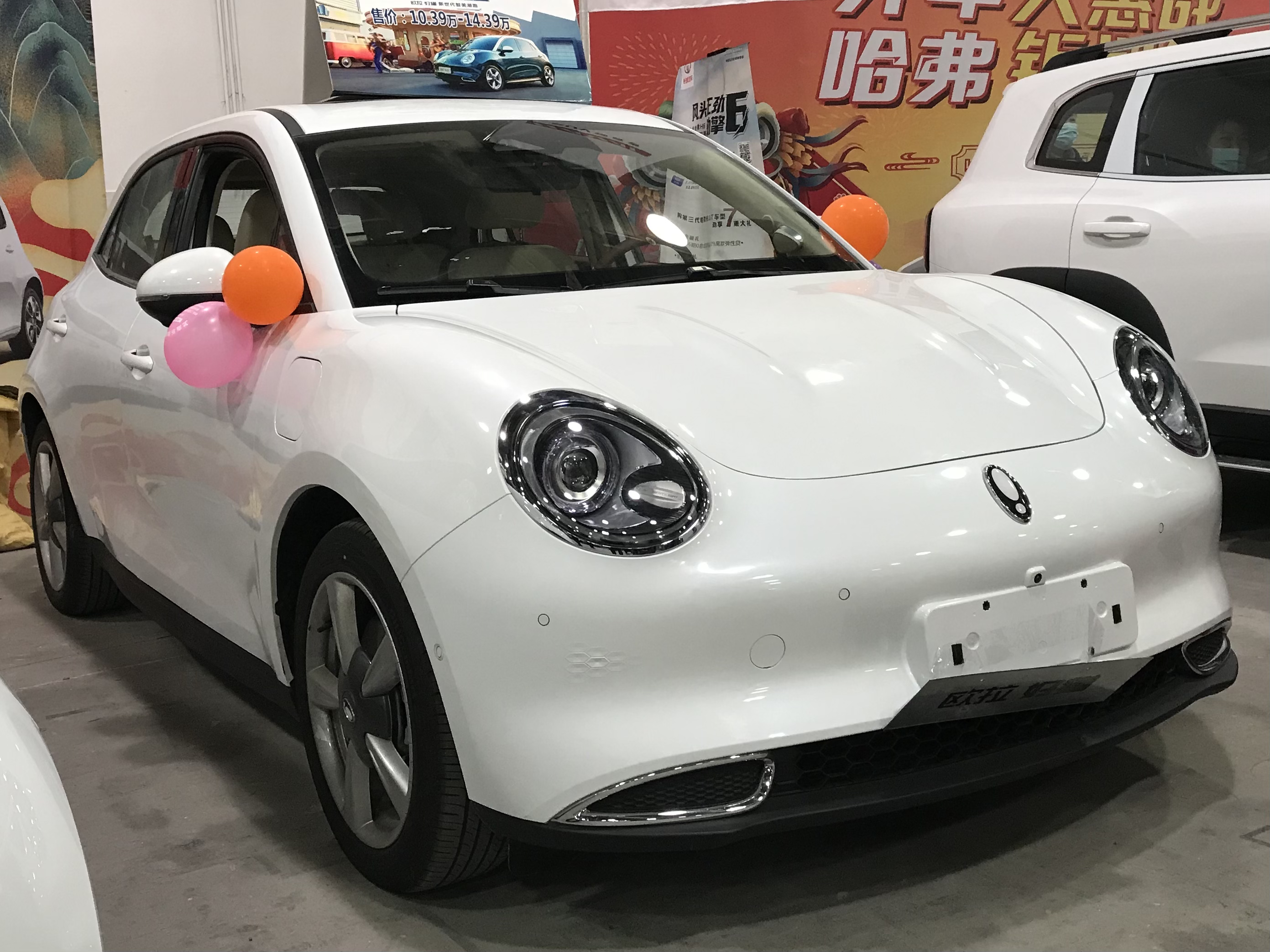
Ora Haomao / 03 / Good Cat / Funky Cat
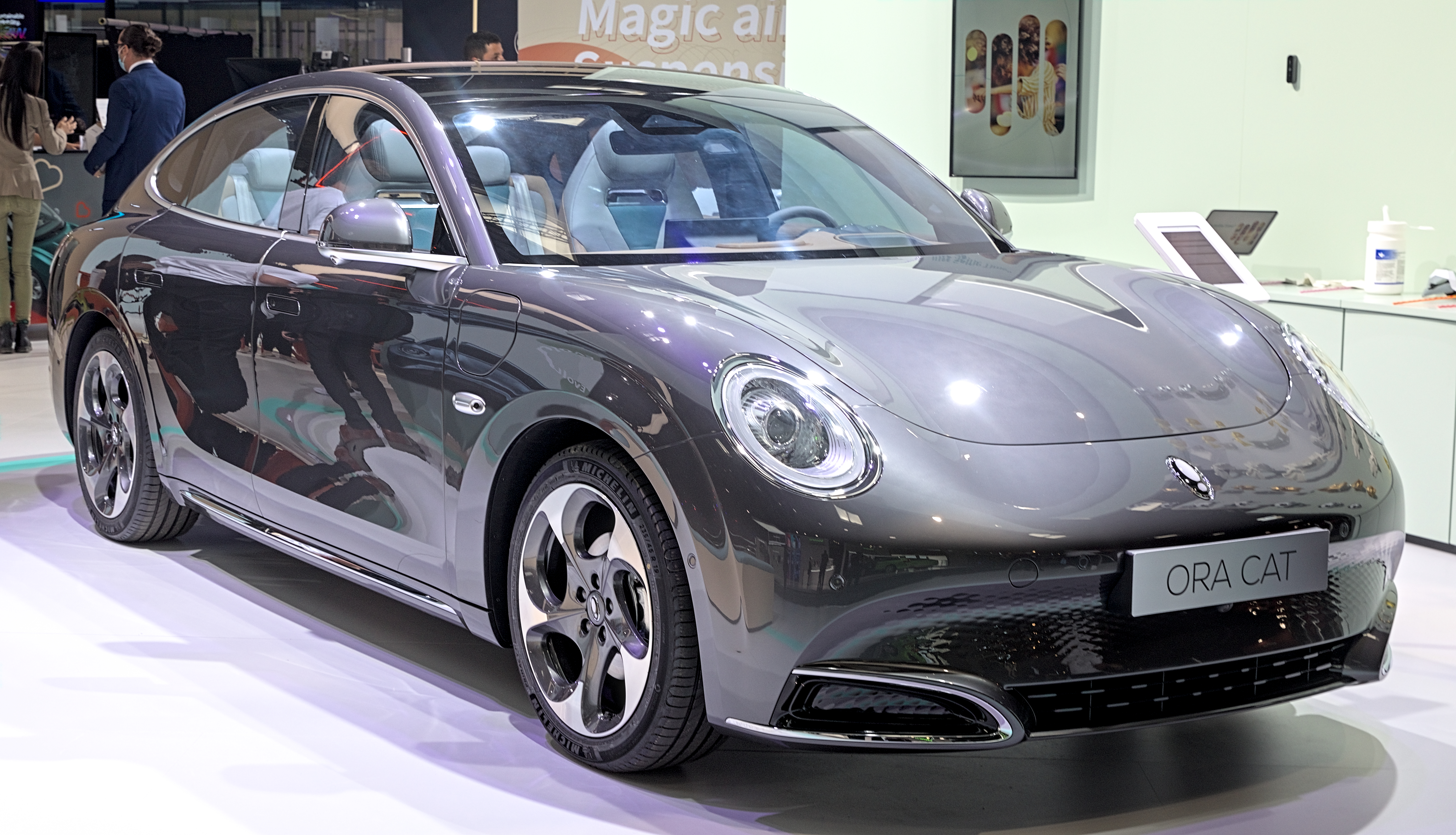
Ora Lightning Cat
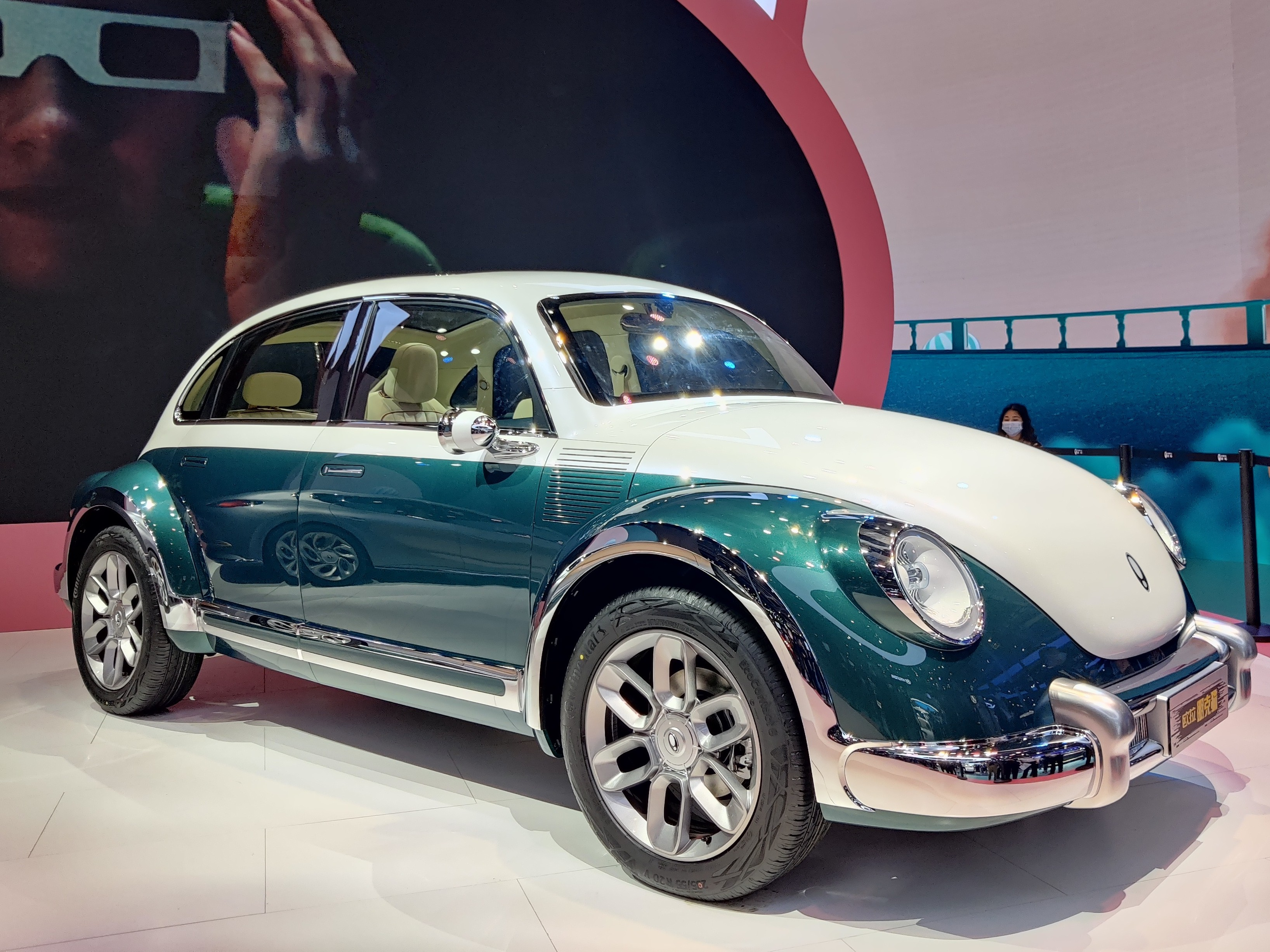
Ora Punk Cat
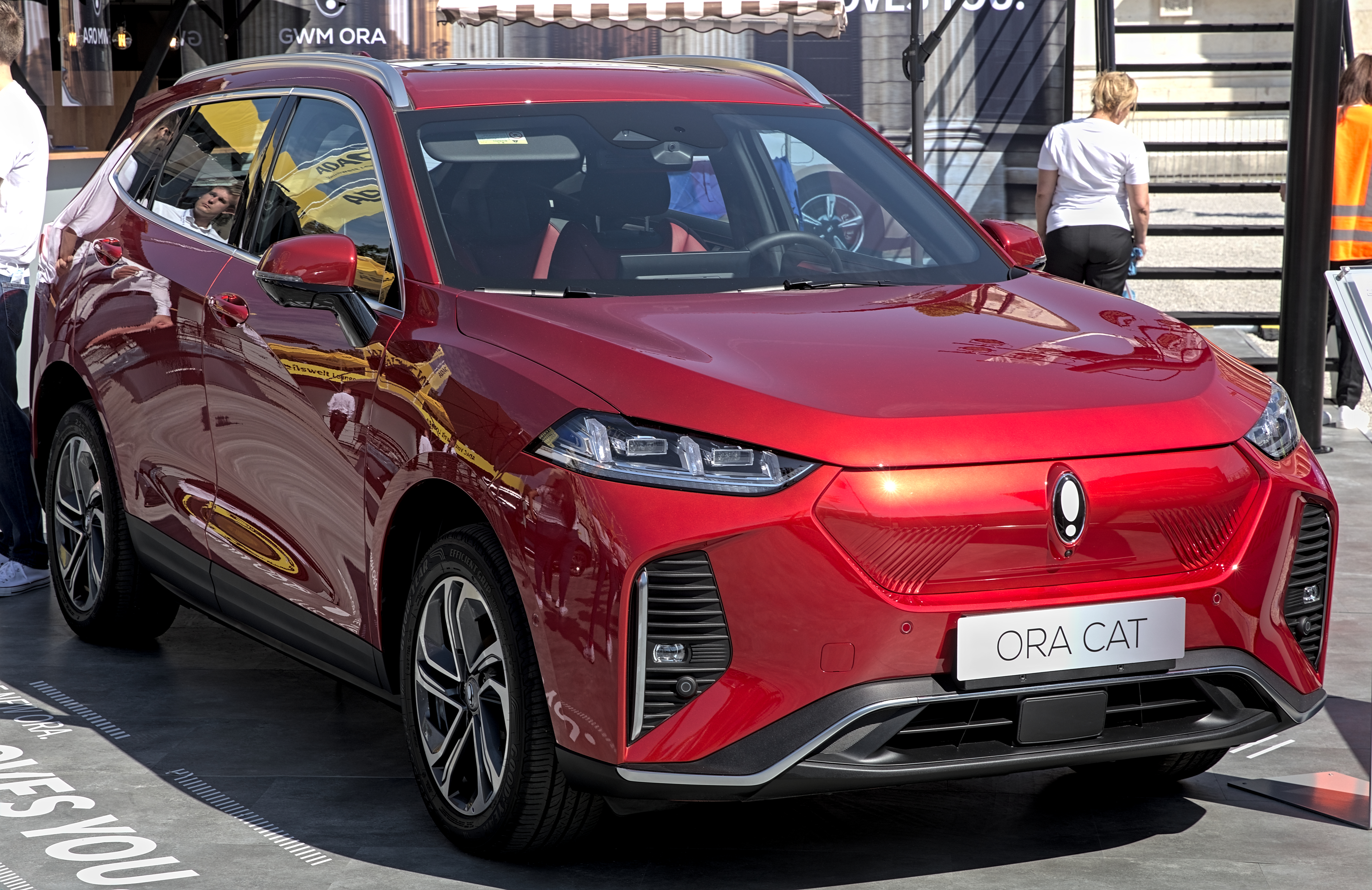
Ora Big Cat